# HMS Grampus (S04)
Pour les autres navires du même nom, voir HMS Grampus.
Le HMS Grampus (pennant number : S04) est un sous-marin britannique de la classe Porpoise de la Royal Navy. Sa quille a été posée en 1955 par Cammell Laird à Birkenhead. Il a été lancé par Lady Shepheard le 30 mai 1957. Il a été mis en service pour la première fois le 19 décembre 1958.

## Conception
La classe Porpoise était la première classe de sous-marins opérationnels construits pour la Royal Navy après la fin de la Seconde Guerre mondiale. Ils ont été conçus pour tirer parti de l’expérience acquise en étudiant les sous-marins allemands Unterseeboot type XXI, ainsi que des expériences britanniques réalisées en temps de guerre avec le sous-marin HMS Seraph, qui a été modifié en améliorant son hydrodynamisme et en l’équipant de batteries plus grandes,,.
Les sous-marins de la classe Porpoise mesuraient 88,47 m de longueur hors tout et 73,46 m entre perpendiculaires, avec un maître-bau de 8,08 m et un tirant d'eau de 5,56 m. Leur déplacement en surface était de 1590 tonnes en standard, et de 2007 tonnes à pleine charge. Il était de 2340 tonnes en immersion. Les machines servant à la propulsion se composaient de 2 générateurs diesel Admiralty Standard Range d’une puissance totale de 3680 chevaux-vapeur (2740 kW), qui pouvaient recharger les batteries du sous-marin ou entraîner directement les moteurs électriques. Ceux-ci étaient évalués à 6000 chevaux-vapeur (4500 kW) et entraînaient deux arbres d'hélice, ce qui donnait une vitesse de 12 nœuds (22 km/h) en surface et de 16 nœuds (30 km/h) en immersion,. Huit tubes lance-torpilles de 21 pouces (533 mm) ont été installés : six à l’avant et deux à l’arrière. Le navire pouvait transporter jusqu’à 30 torpilles. La dotation initiale étant composée de la torpille Mark 8 non guidée et de torpilles guidées Mark 20.

## Engagements
Le 1er avril 1963, le Grampus retourne à Gosport après avoir passé trois semaines sous la calotte polaire à la recherche de trous dans la glace. Au cours de la patrouille, il a endommagé superficiellement sa coque sur la glace. Au cours de 1965, il a été réaménagé à HMNB Devonport.
Le 11 janvier 1968, dans la Manche, le chalutier français Fomalhaut a pris accidentellement le Grampus dans ses filets. Le Grampus a fait surface et les deux équipages ont passé plus de trois heures à démêler les filets. En 1968, il fait partie du First Submarine Squadron basé au HMS Dolphin et, cette année-là, il est présent lors des « Navy Days » à Portsmouth Dockyard.
Le Grampus a opéré avec l’USS Tigrone dans le cadre d’une opération océanographique conjointe américano-britannique dans l’Est de l’océan Atlantique en 1972.
Le Grampus a coulé le 18 septembre 1980 dans le Loch Fyne alors qu’il était remorqué comme cible sonar. Il est posé debout dans 120 mètres d’eau.

## Commandants
| Début | Fin  | Capitaine                                                |
| ----- | ---- | -------------------------------------------------------- |
| 1962  | 1964 | Lieutenant commander Compton-Hall                        |
| 1964  | 1965 | Lieutenant commander John Forster « Sandy » Woodward, RN |
| 1965  | 1966 | Lieutenant commander T. J. Andrews, RN                   |
| 1967  | 1968 | Lieutenant commander T. D. A. Thompson, RN               |
| 1968  | 1969 | Lieutenant commander R. O. Shellard, RN                  |